# إخربان (ماسة)
إخربان هي إحدى القرى شبه الحضرية التابعة لجماعة ماسة بإقليم اشتوكة أيت باها بجهة جهة سوس ماسة بالمغرب. لغة سكانها تاشلحيت وكلهم مسلمون.

## الجغرافية
تقع على الضفة الشرقية لوادي ماسة.
- الإحداثيات:

## طالع كذلك
- ماسة (المغرب).